# Райчо Попхристов
Райчо Попхристов (Попович) е български предприемач, родолюбец, активен участник в националноосвободителното движение, брат на Иван Попхристов – Ванката.

## Биография
Роден е през 1838 година в Габрово. Син е на местния свещеник поп Христо Попилиев Райчев и на Елена Попвелчева Грудова (1812–18.), сключили брак през 1830 година. Баща, преди да бъде ръкоположен за свещеник, е сапунджия. Има двама братя Илия Попхристов (1832 – 1882) и Иван Попхристов (1843 – 1868), и две сестри Мария Попхристова (1835 – неизвестна) и Рада Попхристова (1840 – неизвестна). Вуйчо му Иван Грудов е заможен търговец в Букурещ, сподвижник на Георги Раковски и активен участник в емигрантските революционни организации. Райчо Попович завършва габровското взаимно училище. На 12-годишна възраст бяга при свой братовчед сапунджия в Плоещ, Румъния. Чиракува при него в продължение на няколко години, след което става самостоятелен занаятчия и успява да натрупа капитал. Открива голямо предприятие за фиде и макарони. Закупува земя за откриване залежи на нефт. Прави съдружие с френски инвеститори за експлоатацията на открития нефтен извор. Поради неспазване на клаузите в съдружието, Райчо Попович завежда дело срещу тях. Негов защитник е големият юрист Леон Гамбета.
През 1860 година при него отива по-малкият му брат Иван (Ванката) Попхристов, когото по-късно изпраща в Москва да учи. През 1860-те години в къщата на Райчо Попович се събират български емигранти, живеещи в Румъния. Попович взима активно участие в свалянето на румънския княз Куза. 
Той е един от инициаторите за създаването на Българския революционен комитет в Букурещ. Приятел е с Хаджи Димитър и Стефан Караджа. Дарява 3500 жълтици (минцове) и открива клон на революционния комитет в Плоещ. Снабдява четите на Хаджи Димитър и Стефан Караджа с „игленки“ пушки и патрони от Русия, а четниците с униформи. След преминаването на Дунава на четата на Хаджи Димитър и Стефан Караджа Попович е арестуван от румънските власти и прекарва около половин месец в затвора.
Като апостол два пъти е идвал в България. Той е първият човек, донесъл в Габрово голяма петролна лампа, която била окачена за осветление под голямата стряха на откритата артика на черквата „Света Троица“. 
По времето на Васил Левски развива активна революционна дейност. През 1876 г. със значителни средства подпомага четата на Христо Ботев, а след това българските доброволци в Сръбско-турската война.
След Освобождението (1878 г.) се завръща в Габрово със семейството си обеднял. 
Започва работа като съдия и е народен представител в Учредителното Народно събрание (1879 г.) в Търново.
Умира на 24 март 1884 година в Габрово.
За заслугите му към Отечеството черпим информация от следните исторически извори: 
- документи от тайния централен български комитет в Букурещ от 10 март 1867 г.
- свидетелство на българските първенци в Букурещ, в което неговото име се нарежда сред тези на Евлоги Георгиев, Иван Грудов, д-р Георги Атанасович и др.